# Amastus deformis
Amastus deformis är en fjärilsart som beskrevs av De Toulgoët 1984. Amastus deformis ingår i släktet Amastus och familjen björnspinnare. Inga underarter finns listade i Catalogue of Life.